# کاستانیتو
کاستانیتو (به ایتالیایی: Castagnito) یک کومونه در ایتالیا است که در استان کونیو واقع شده‌است. کاستانیتو ۷٫۱ کیلومتر مربع مساحت و ۲٬۰۰۷ نفر جمعیت دارد و ۳۵۰ متر بالاتر از سطح دریا واقع شده‌است.